# 刺山柑

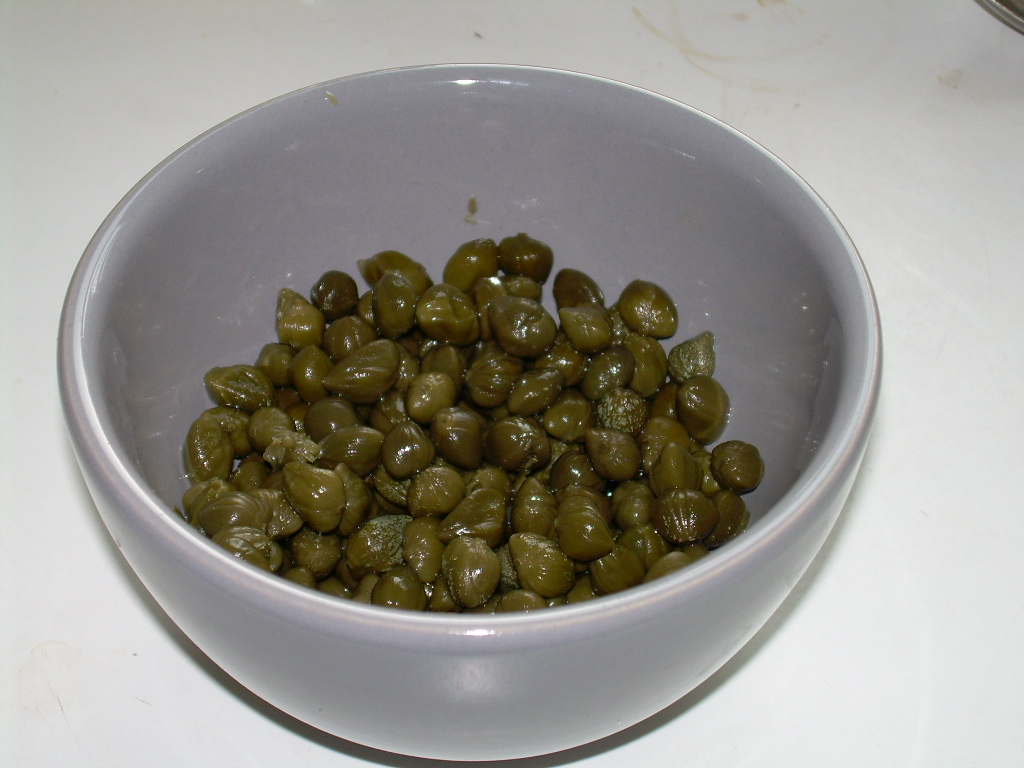
醃製過的刺山柑子

刺山柑（Capparis spinosa），又名馬檳榔、棘風蝶木、西洋風蝶木、酸豆、水瓜柳、水瓜榴或是水瓜钮，是一種多年生的有刺半蔓性灌木，屬於山柑科山柑屬。刺山柑在台灣常被稱為續隨子，但真正的續隨子是大戟屬植物。刺山柑的葉厚身、對生、呈鵝卵形，有大大的白色到粉白色的花朵。原產於地中海的刺山柑，會在石牆或岩岸生長。當地人會把植物的果實醃製，可作調味用途。有藥效，是涼茶的成份之一。花蕾及果實可食用，但一般都會先醃製。每100g含332 mg黃酮類化合物蘆丁，蘆丁是一種1930年代中期到1950年代被稱為維生素P的物質。

## 分佈
刺山柑原產於地中海沿岸，主要栽培地在法國、意大利及西班牙。

## 食用
刺山柑的獨特風味來自果實和花蕾中的癸酸，可用於料理的藥味或沙拉中使用：一般的做法，是把刺山柑的花蕾醃製待用。燻鮭魚的獨特香味亦是源於刺山柑。除了癸酸以外，花蕾及果實還含有芸香甙、阿魏酸和芥子酸。亦有把刺山柑與牛油混和，然後塗在麵包上食用，或用來作披薩餅的餡料。